# 長毛根蟎
長毛根蟎（学名：[Rhizoglyphus setosus] 错误：{{Lang}}：文本有斜体标记（帮助））为粉蟎科根蟎屬下的一个种。